# Оогенеза
Оогенеза или овогенеза је процес настајања јајних ћелија мејозом. Оогенеза почиње још код женског ембриона, а затим се зауставља у 6. мјесецу трудноће. У ствари се зауставља одмах након пахитенске подфазе, у диплотену, када је већ извршен „кросинг-овер“, односно размјена генетичког материјала између несестринских хроматида хомологних хромозома. Због тога се овај стадиј назива диплотенска пауза, то је период од рођења до прве менструације када оогенеза наставља тамо гдје је стала. До 6. мјесеца је створено око 2.000.000 јајних ћелија од којих већина пропада до пубертета па остаје око 500.000-400.000 јајних ћелија, које ће константно сазријевати од прве менструације до задње. На сваке четири створене јајне ћелије само једна ће успјети сазријети док ће три пропасти.